# يعقوب بازار
يعقوب بازار (بالفارسية: یعقوب بازار) هي قرية تقع في قسم باهوكلات الريفي (مقاطعة تشابهار) في إيران. يقدر عدد سكانها بـ 304 نسمة بحسب إحصاء 2016.